# Cúp KNVB
Cúp KNVB (tiếng Hà Lan: KNVB Beker, phát âm [ˌkaːʔɛɱveːˈbeː ˈbeːkər]), được gọi là Eurojackpot KNVB Beker vì lý do tài trợ, là giải bóng đá được tổ chức cho tất cả các đội bóng chuyên nghiệp và nghiệp dư ở Hà Lan do Hiệp hội bóng đá Hoàng gia Hà Lan (KNVB) tổ chức từ năm 1898.
Giải đấu dựa trên thể thức của Cúp FA Anh. Bên ngoài Hà Lan, giải đấu thường được gọi là Cúp Hà Lan. Trận chung kết của giải đấu theo truyền thống diễn ra tại De Kuip, được tổ chức tại đó kể từ trận chung kết năm 1989. Đội vô địch sẽ thi đấu với đội vô địch Eredivisie để giành Johan Cruyff Shield (tương đương với siêu cúp), giải đấu mở màn cho mùa giải tiếp theo.

## Lịch sử
Giải đấu được hình thành trong cuộc họp hội đồng quản trị của Liên đoàn bóng đá Antille thuộc Hà Lan, tại Den Haag, vào ngày 19 tháng 1 năm 1898. Giải đấu bắt đầu vào mùa giải sau đó, 1898–99. Trận chung kết đầu tiên diễn ra vào ngày 9 tháng 5 năm 1899 giữa RAP Amsterdam và HVV Den Haag, và kết thúc với chiến thắng 1–0 cho đội trước nhờ bàn thắng của Julius Hisgen trong Hiệp phụ . Năm 1946, chiếc cúp được đổi thành một chiếc làm bằng bạc, một thứ cực kỳ hiếm gặp ngay sau Thế chiến thứ hai. Chiếc cúp đó vẫn được sử dụng cho đến ngày nay. Vào năm 2018, một chiếc cúp có màu vàng đã được đặt làm để kỷ niệm 100 năm giải đấu được tổ chức.

### Thay đổi tên
Giống như nhiều giải đấu cúp quốc gia, tên của giải đấu đã thay đổi với sự tài trợ. Từ năm 1995, cuộc thi từ KNVB Beker được biết đến với tên gọi Amstel Cup theo tên nhà tài trợ lúc đó là Amstel . Vào ngày 16 tháng 8 năm 2005, tên được đổi thành Gatorade Cup theo tên công ty đồ uống Gatorade . Năm 2006, cái tên trở lại là KNVB Beker với Gatorade vẫn là nhà tài trợ chính.
Vào ngày 12 tháng 1 năm 2018, có thông báo rằng TOTO sẽ là nhà tài trợ chính của KNVB Cup, cho đến mùa giải 2021–22. Cuộc thi được đổi tên thành TOTO KNVB Beker với hiệu quả tức thì.

### Tư cách tham dự các giải đấu châu Âu
Cho đến năm 1998, đội vô địch của chiếc cúp này đã tham gia UEFA Cup Winners' Cup , nhưng với việc từ bỏ giải đấu đó, Đội vô địch bây giờ sẽ được tham dự UEFA Europa League. Nếu đội vô địch đã hoàn thành ở vị trí thứ hai của Eredivisie và giành quyền tham dự UEFA Champions League , thì suất tham sẽ được phân phối lại cho Eredivisie của mùa giải đó.
Năm 1998, cả hai đội lọt vào chung kết KNVB Cup,  Ajax và PSV , đều giành quyền tham dự Champions League, do đó, một trận play-off tranh hạng ba được diễn ra giữa hai đội bán kết bị đánh bại, SC Heerenveen và FC Twente , để xác định ai sẽ giành Cúp. 'Nơi tách.

## Các trận chung kết
| Năm    | Chung kết                               | Chung kết      | Chung kết                | Sân vận động  |
| ------ | --------------------------------------- | -------------- | ------------------------ | ------------- |
| Năm    | Vô địch                                 | Tỷ số          | Hạng nhì                 | Sân vận động  |
| 1899   | RAP Amsterdam                           | 1-0            | HVV Den Haag             |               |
| 1900   | Velocitas                               | 3-1            | Ajax Amsterdam           |               |
| 1901   | HBS Den Haag                            | 4-3            | RAP Amsterdam            |               |
| 1902   | Haarlem                                 | 2-1            | HBS Den Haag             |               |
| 1903   | HVV Den Haag                            | 6-1            | HBS Den Haag             |               |
| 1904   | HFC                                     | 3-1            | HVV Den Haag             |               |
| 1905   | VOC (Rotterdam)                         | 3-0            | HBS 2 Den Haag           |               |
| 1906   | Concordia                               | 3-2            | Volharding               |               |
| 1907   | VOC (Rotterdam)                         | 4-3            | Voorwaarts               |               |
| 1908   | HBS 2 Den Haag                          | 3-1            | VOC (Rotterdam)          |               |
| 1909   | Quick 2                                 | 2-0            | VOC (Rotterdam)          |               |
| 1910   | Quick 2                                 | 2-0            | HVV 2 Den Haag           |               |
| 1911   | Quick                                   | 1-0            | HFC Haarlem              |               |
| 1912   | HFC Haarlem                             | 2-0            | Vitesse Arnhem           |               |
| 1913   | HFC Haarlem                             | 4-1            | DFC                      |               |
| 1914   | DFC                                     | 3-2            | HFC Haarlem              |               |
| 1915   | HFC Haarlem                             | 1-0            | HBS Den Haag             |               |
| 1916   | Quick                                   | 2-1            | HBS Den Haag             |               |
| 1917   | Ajax Amsterdam                          | 5-0            | VSV Velsen               |               |
| 1918   | RCH                                     | 2-1            | VVA                      |               |
| 1919   | không tổ chức                           | không tổ chức  | không tổ chức            | không tổ chức |
| 1920   | CVV                                     | 2-1            | VUC Den Haag             |               |
| 1921   | Schoten                                 | 2-1            | RFC                      |               |
| 1922   | không tổ chức                           | không tổ chức  | không tổ chức            | không tổ chức |
| 1923   | không tổ chức                           | không tổ chức  | không tổ chức            | không tổ chức |
| 1924   | không tổ chức                           | không tổ chức  | không tổ chức            | không tổ chức |
| 1925   | ZFC                                     | 5-1            | Xerxes                   |               |
| 1926   | LONGA                                   | 5-2            | de Spartaan              |               |
| 1927   | VUC Den Haag                            | 3-1            | Vitesse Arnhem           |               |
| 1928   | RCH Heemstede                           | 2-0            | PEC                      |               |
| 1929   | không tổ chức                           | không tổ chức  | không tổ chức            | không tổ chức |
| 1930   | Feyenoord Rotterdam                     | 1-0            | Excelsior                |               |
| 1931   | không tổ chức                           | không tổ chức  | không tổ chức            | không tổ chức |
| 1932   | DFC                                     | 5-4            | PSV Eindhoven            |               |
| 1933   | không tổ chức                           | không tổ chức  | không tổ chức            | không tổ chức |
| 1934   | Velocitas                               | 3-2            | Feyenoord Rotterdam      |               |
| 1935   | Feyenoord Rotterdam                     | 5-2            | Helmond                  |               |
| 1936   | Roermond                                | 4-2            | KFC                      |               |
| 1937   | FC Eindhoven                            | 1-0            | de Spartaan              |               |
| 1938   | VSV                                     | 4-1            | AGOVV                    |               |
| 1939   | Wageningen                              | 2-1            | PSV Eindhoven            |               |
| 1940   | không tổ chức                           | không tổ chức  | không tổ chức            | không tổ chức |
| 1941   | không tổ chức                           | không tổ chức  | không tổ chức            | không tổ chức |
| 1942   | không tổ chức                           | không tổ chức  | không tổ chức            | không tổ chức |
| 1943   | Ajax Amsterdam                          | 3-2            | DFC                      |               |
| 1944   | Willem II Tilburg                       | 9-2            | Groene Ster Heerlerheide |               |
| 1945   | không tổ chức                           | không tổ chức  | không tổ chức            | không tổ chức |
| 1946   | không tổ chức                           | không tổ chức  | không tổ chức            | không tổ chức |
| 1947   | không tổ chức                           | không tổ chức  | không tổ chức            | không tổ chức |
| 1948   | Wageningen                              | 0-0, 2-1 (11m) | DWV Amsterdam            |               |
| 1949   | Quick                                   | 1-1, 2-1 (11m) | Helmondia                |               |
| 1950   | PSV Eindhoven                           | 4-3            | HFC Haarlem              |               |
| 1951   | không tổ chức                           | không tổ chức  | không tổ chức            | không tổ chức |
| 1952   | không tổ chức                           | không tổ chức  | không tổ chức            | không tổ chức |
| 1953   | không tổ chức                           | không tổ chức  | không tổ chức            | không tổ chức |
| 1954   | không tổ chức                           | không tổ chức  | không tổ chức            | không tổ chức |
| 1955   | không tổ chức                           | không tổ chức  | không tổ chức            | không tổ chức |
| 1956   | không tổ chức                           | không tổ chức  | không tổ chức            | không tổ chức |
| 1957   | Fortuna'54                              | 4-2            | Feyenoord Rotterdam      |               |
| 1958   | Sparta Rotterdam                        | 4-3            | FC Volendam              |               |
| 1959   | VVV Venlo                               | 4-1            | ADO Den Haag             |               |
| 1960   | không tổ chức                           | không tổ chức  | không tổ chức            | không tổ chức |
| 1961   | Ajax Amsterdam                          | 3-0            | NAC Breda                |               |
| 1962   | Sparta Rotterdam                        | 1-0            | DHC                      |               |
| 1963   | Willem II Tilburg                       | 3-0            | ADO Den Haag             |               |
| 1964   | Fortuna'54                              | 0-0, 4-3 (11m) | ADO Den Haag             |               |
| 1965   | Feyenoord Rotterdam                     | 1-0            | Go Ahead Eagles          |               |
| 1966   | Sparta Rotterdam                        | 1-0            | ADO Den Haag             |               |
| 1967   | Ajax Amsterdam                          | 2-1            | NAC Breda                |               |
| 1968   | ADO Den Haag                            | 2-1            | Ajax Amsterdam           |               |
| 1969   | Feyenoord Rotterdam                     | 1-1            | PSV Eindhoven            |               |
| đá lại | Feyenoord Rotterdam                     | 2-0            | PSV Eindhoven            |               |
| 1970   | Ajax Amsterdam                          | 2-0            | PSV Eindhoven            |               |
| 1971   | Ajax Amsterdam                          | 2-2            | Sparta Rotterdam         |               |
| đá lại | Ajax Amsterdam                          | 2-1            | Sparta Rotterdam         |               |
| 1972   | Ajax Amsterdam                          | 3-2            | FC Den Haag              |               |
| 1973   | NAC Breda                               | 2-0            | NEC Nijmegen             |               |
| 1974   | PSV Eindhoven                           | 6-0            | NAC Breda                |               |
| 1975   | FC Den Haag                             | 1-0            | FC Twente                |               |
| 1976   | PSV Eindhoven                           | 1-0            | Roda JC                  |               |
| 1977   | FC Twente                               | 3-0            | PEC Zwolle               |               |
| 1978   | AZ Alkmaar                              | 1-0            | Ajax Amsterdam           |               |
| 1979   | Ajax Amsterdam                          | 1-1            | FC Twente                |               |
| đá lại | Ajax Amsterdam                          | 3-0            | FC Twente                |               |
| 1980   | Feyenoord Rotterdam                     | 3-1            | Ajax Amsterdam           |               |
| 1981   | AZ Alkmaar                              | 3-1            | Ajax Amsterdam           |               |
| 1982   | FC Utrecht                              | 1-0            | AZ Alkmaar               |               |
| 1982   | AZ Alkmaar                              | 5-1            | FC Utrecht               |               |
| 1982   | AZ Alkmaar thắng với tổng tỷ số 5-2     |                |                          |               |
| 1983   | Ajax Amsterdam                          | 3-1            | NEC Nijmegen             |               |
| 1983   | NEC Nijmegen                            | 1-3            | Ajax Amsterdam           |               |
| 1983   | Ajax Amsterdam thắng với tổng tỷ số 6-2 |                |                          |               |
| 1984   | Feyenoord Rotterdam                     | 1-0            | Fortuna Sittard          |               |
| 1985   | FC Utrecht                              | 1-0            | Helmond Sport            |               |
| 1986   | Ajax Amsterdam                          | 3-0            | RBC                      |               |
| 1987   | Ajax Amsterdam                          | 4-2            | ADO Den Haag             |               |
| 1988   | PSV Eindhoven                           | 3-2            | Roda JC                  |               |
| 1989   | PSV Eindhoven                           | 4-1            | FC Groningen             |               |
| 1990   | PSV Eindhoven                           | 1-0            | Vitesse Arnhem           |               |
| 1991   | Feyenoord Rotterdam                     | 1-0            | BVV Den Bosch            |               |
| 1992   | Feyenoord Rotterdam                     | 3-0            | Roda JC                  |               |
| 1993   | Ajax Amsterdam                          | 6-2            | SC Heerenveen            |               |
| 1994   | Feyenoord Rotterdam                     | 2-1            | NEC Nijmegen             |               |
| 1995   | Feyenoord Rotterdam                     | 2-1            | FC Volendam              |               |
| 1996   | PSV Eindhoven                           | 5-2            | Sparta Rotterdam         |               |
| 1997   | Roda JC                                 | 4-2            | SC Heerenveen            |               |
| 1998   | Ajax Amsterdam                          | 5-0            | PSV Eindhoven            |               |
| 1999   | Ajax Amsterdam                          | 2-0            | Fortuna Sittard          |               |
| 2000   | Roda JC                                 | 2-0            | NEC Nijmegen             |               |
| 2001   | FC Twente                               | 0-0, 4-3 (11m) | PSV Eindhoven            |               |
| 2002   | Ajax Amsterdam                          | 3-2            | FC Utrecht               |               |
| 2003   | FC Utrecht                              | 4-1            | Feyenoord Rotterdam      |               |
| 2004   | FC Utrecht                              | 1-0            | FC Twente                |               |
| 2005   | PSV Eindhoven                           | 4-0            | Willem II Tilburg        |               |
| 2006   | Ajax Amsterdam                          | 2-1            | PSV Eindhoven            |               |
| 2007   | Ajax Amsterdam                          | 1-1, 8-7 (11m) | AZ Alkmaar               |               |
| 2008   | Feyenoord Rotterdam                     | 2-0            | Roda JC                  |               |
| 2009   | SC Heerenveen                           | 2-2, 5-4 (11m) | FC Twente                |               |
| 2010   | Ajax Amsterdam                          | 2-0            | Feyenoord Rotterdam      |               |
| 2011   | FC Twente                               | 3-2            | Ajax Amsterdam           |               |
| 2012   | PSV Eindhoven                           | 3-0            | Heracles Almelo          |               |
| 2013   | AZ Alkmaar                              | 2-1            | PSV Eindhoven            |               |
| 2014   | PEC Zwolle                              | 5-1            | Ajax Amsterdam           |               |
| 2015   | FC Groningen                            | 2-0            | PEC Zwolle               |               |
| 2016   | Feyenoord Rotterdam                     | 2-1            | FC Utrecht               |               |
| 2017   | Vitesse                                 | 2-0            | AZ Alkmaar               |               |
| 2018   | Feyenoord Rotterdam                     | 3-0            | AZ Alkmaar               |               |
| 2019   | Ajax Amsterdam                          | 4-0            | Willem II Tilburg        |               |
| 2021   | Ajax Amsterdam                          | 2-1            | Vitesse                  |               |
| 2022   | PSV Eindhoven                           | 2-1            | Ajax Amsterdam           |               |
| 2023   | PSV Eindhoven                           | 1-1, 3-2 (11m) | Ajax Amsterdam           |               |
| 2024   | Feyenoord Rotterdam                     | 1-0            | NEC Nijmegen             |               |

- 20 lần - Ajax Amsterdam
- 13 lần - Feyenoord Rotterdam
- 10 lần - PSV Eindhoven
- 04 lần - AZ Alkmaar
- 03 lần - HFC, Quick, Sparta Rotterdam, FC Utrecht
- 02 lần - DFC, Fortuna'54, Haarlem, Quick 2, RCH, Roda JC, FC Twente, Velocitas, VOC, FC Wageningen, Willem II Tilburg
- 01 lần - ADO, Concordia, CVV, FC Eindhoven, FC Den Haag, HBS, HBS 2, HVV, LONGA, NAC, RAP, Roermond, Schoten, VSV, VUC, VVV Venlo, ZFC, SC Heerenveen, PEC Zwolle, FC Groningen, Vitesse